# Antonio Varas de la Barra

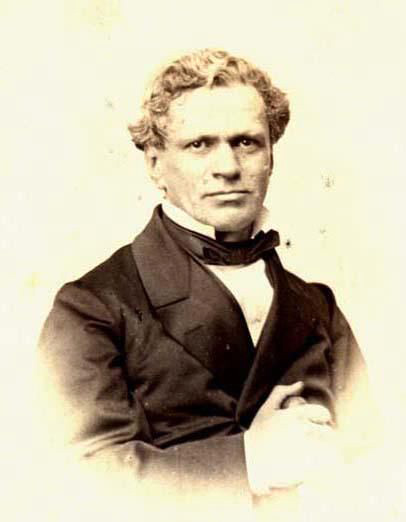
Antonio Varas de la Barra.

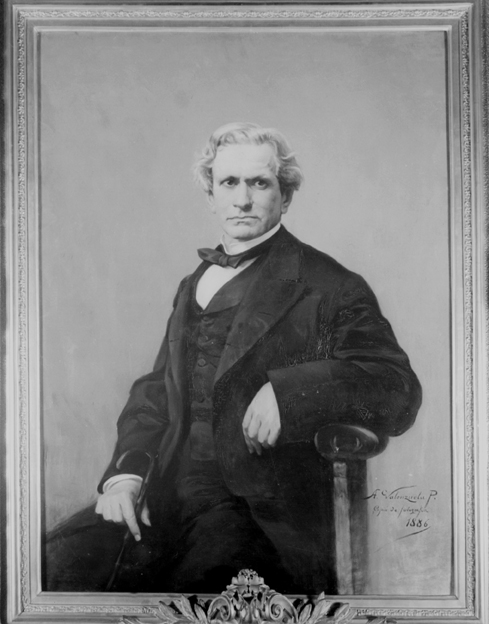
Antonio Varas de la Barra.

Antonio Varas de la Barra (* 13. Juni 1817 in Cauquenes; † 5. Juni 1886 in Santiago de Chile) war ein chilenischer Politiker, der mehrfach als Minister diente.

## Leben
Varas wuchs in bescheidenen Umständen auf, da sein Vater, Miguel Varas Vallejo, als Royalist nach der chilenischen Unabhängigkeit seine Güter verlor. Dank der Unterstützung durch seinen Bruder, José Miguel Varas, konnte er am Instituto Nacional de Chile und an der Universidad de Chile Rechtswissenschaft studieren. Ab August 1842 war er als Rechtsanwalt am Corte Suprema, dem Obersten Gerichtshof Chiles zugelassen. Während seiner Studienzeit lernte er Manuel Montt Torres und Ventura Cousiño kennen, mit denen er sich anfreundete.
Neben seiner Tätigkeit als Anwalt blieb er dem Instituto Nacional auch als Lehrer verbunden und fungierte schließlich als Rektor der Hochschule. Während seiner Amtszeit machte er sich um die Verbesserung der Lehrqualität verdient.
Seine politische Karriere begann mit der Wahl zum Abgeordneten für den Wahlkreis Chillán 1842. Später vertrat er die Wahlkreise Cauquenes (1846), Curicó (1852), Talca (1858 und 1873), Santiago (1864) und Elqui (1867) im chilenischen Abgeordnetenhaus. 1847 wurde er zum Vizepräsidenten und 1862 zum Präsidenten der Camera de Diputados gewählt. 
Präsident Manuel Bulnes Prieto ernannte Varas 1845 zum Minister für die Ressorts Inneres, Auswärtige Beziehungen, Kultus und Erziehung. Sein Nachfolger Manuel Montt, mit dem Varas seit Studienzeiten freundschaftlich verbunden war, übernahm ihn in sein Kabinett und übertrug ihm interimsweise auch die Ressorts des Kriegs- und Marineministeriums sowie für Finanzen. Mit der Wahl von José Joaquín Pérez endete Varas' Ministertätigkeit. Sehr viel später, 1879, berief ihn Präsident Aníbal Pinto Garmendia – ein erklärter politischer Gegner Montts – noch einmal kurze Zeit zum Innenminister.
In der Zwischenzeit war Varas auch als Senator tätig und vertrat dort zwischen 1876 und 1888 die Wahlkreise Talca und Coquimbo. 1881, 1882 und 1885 fungierte er als Präsident des Senats.
Varas starb im Alter von 69 Jahren in Santiago.
Antonio Varas galt als vielseitig begabter Politiker, der zu den einflussreichsten Persönlichkeiten Chiles im 19. Jahrhundert zählt. Sein Wirken ist eng mit der Präsidentschaft Manuel Montts verbunden, als dessen rechte Hand man Varas bezeichnen kann. Als „Superminister“ vertrat Varas wesentliche Teile von Montts Reformpolitik. Die Erschließung des chilenischen Südens ist fest mit den beiden Namen Montt und Varas verbunden, nach denen auch zwei der bedeutendsten neu gegründeten Städte (Puerto Montt an der Küste und Puerto Varas im Landesinneren) benannt sind.